# Gutierre de Cetina
Gutierre de Cetina (Sevilla, 1520 - Mèxic, 1557?) fou un poeta espanyol del Renaixement i el Segle d'or, sovint considerat, pel caràcter de la seua obra, un seguidor del moviment petrarquista.

## Biografia
De família noble benestant, els seus progenitors van ser Beltrán de Cetina i Alcocer, originari d'Alcalà d'Henares, i Francisca del Castillo y Zanabria, possiblement morisca originària de Sevilla. Fruit d'aquest matrimoni l'any 1518 nasqueren quatre fills: en Gutierre (1520), en Beltrán (1521), l'Ana Andrea del Castillo (1525) i en Gregorio (1527). La seua infància transcorregué majoritàriament a la capital andalusa.
En algun moment de la seua joventut es trasllada a València on s'enrolà a la Jornada d'Alger de 1541 com a soldat a les ordres de Carles I. També descobrí i llegí als humanistes italians: Luigi Tansillo, Ludovico Ariosto i Pietro Bembo. Però les dues influències més importants de la seua lírica foren, sense cap mena de dubte, Francesco Petrarca, Ausiàs March i Garcilaso de la Vega. D'ells emularia temàtica, mètrica i retòrica, especialment al concepte d'amor i expressivitat ausiasmarquians.

Durant gran part de la seua vida treballà per al príncep Antonio de Leyva a la seua cort d'Ascoli. Relacionant-se també amb Luís de Leyva i Diego Hurtado de Mendoza. Influenciat per tots auquest adoptà el sobrenom pastoral Vandalio i desenvolupà un cançoner d'amor dedicat a la comtessa Laura Gonzaga. A aquesta dama va dedicat el madrigal més emblemàtic de la seua obra:
| «                    | (castellà) Ojos claros, serenos, si de un dulce mirar sois alabados, ¿por qué si me miráis, miráis airados? Si cuanto más piadosos, más bellos parecéis a aquel que os mira, no me miréis con ira, porque no parezcáis menos hermosos. ¡Ay, tormentos rabiosos! Ojos claros, serenos, ya que así me miráis, miradme al menos. | (català) Ulls clars, serens, si d'un dolç mirar sou lloats, Per què, si em mireu, mireu irats? Si com més piadosos, més bells pareixeu a aquell que us mira, no em mireu amb ira, perquè no paregueu menys bonics. Ai turments rabiosos! Ulls clars, serens, ja que així em mireu, mireu-me almenys. | » |
| — Gutierre de Cetina | | |   |

Ja en 1554, en Cetina retornà a Espanya després del matrimoni de la comtessa amb Juan Francisco Trivulcio. L'any 1556 marxà al Virregnat de Nova Espanya amb el seu oncle Gonzalo López. Després de dedicar-se un temps a la poesia del desamor i humor (Diálogo entre la cabeza y la gorra) es tornà a enamorar amb la dama Leonor de Osma. De fet sota la seua finestra morí a mans d'un rival gelós.